# Mollicauda discrepans
Mollicauda discrepans är en tvåvingeart som beskrevs av Rudolf Beyer 1965. Mollicauda discrepans ingår i släktet Mollicauda och familjen puckelflugor. Inga underarter finns listade i Catalogue of Life.